# 竖毛马唐
竖毛马唐（学名：Digitaria stricta），为禾本科马唐属下的一个植物种。